# Rex-Konservenglas-Gesellschaft
Die REX-Konservenglas-Gesellschaft war ein Großhandels- und Produktionsunternehmen mit Sitz in Bad Homburg (Deutschland).
1908 gründeten Jean Emil Leonhardt und Friedrich Kleemann das Großhandels- und Produktionsunternehmen. Bekannt wurde das Unternehmen vor allem mit der Produktion von Einmachgläsern. Nach Leonhardts Tod 1918 übernahm Kleemann dessen Anteile. Dessen Sohn Fritz Kleemann begann 1923 mit dem Bau von Motorrädern der Marke Horex. 1926 wurde das Geschäft mit Einmachgläsern eingestellt und die Markenrechte verkauft.

## Die Marke
Fast 20 Jahre später wurden die Markenrechte an die Firma J. Weck verkauft, die ebenfalls Gläser zum Einkochen herstellt. Wie in Deutschland als Synonym dafür das Einwecken entstand, fand in Österreich das Einrexen Eingang in die Umgangssprache.
Von 1950 bis 1975 unterlag der Vertrieb österreichischen Vertretern – exklusiv und weltweit, wobei die Marke weiterhin Eigentum von Weck war. 1956 erreichte der Rex-Trend seinen Höhepunkt und ab 1960 setzte der stetige Rückgang der Nachfrage ein. Grund hierfür waren neue Erfindungen wie Kühlschränke, Kunststoffbehälter, Convenience Food etc. 1982 wurde die Produktion von Rexgläsern aufgrund mangelnder Nachfrage eingestellt und zwei Jahre später auch die Markennutzung „Rex“ seitens der Firma Weck.
Erst 2015 wurde die Marke Rex von Müller Glas & Co wiederbelebt und ein Jahr später sind die Rexgläser mit neuem Sortiment und Markenauftritt im Retro-Style wieder am Markt erhältlich.